# Кишки чинёные
Кишки чинёные (кишки чинёные кашей, кишки с кашей, кишки фаршированные, чинёнки, начинки, кишки) — традиционное блюдо русской кухни.
Похожие блюда широко распространены в национальных кухнях соседних с русскими народов: у белорусов (кишка), евреев (кишки фаршированные с мукой), марийцев (сокта), мордвы (турбухи, валнозь сюлот), татар (тутырма), удмуртов (виртырем), чувашей (тултармăш).
Свиные (реже бараньи или говяжьи) кишки вычищаются и начиняются крутой кашей из гречневой, пшённой или иной крупы (такая каша может быть пережаренной с салом и рубленым мясом), после чего укладываются кругами и варятся и (или) запекаются на противне в печи. Также в начинку из каши могут добавляться субпродукты, кровь, молоко, яйца, пассерованный лук. Вместо каши кишки также можно начинять мукой, растёртой с жиром или обжаренной в нём.
Изначально блюдо являлось праздничным и готовилось на Новый год и Рождество и связывалось с сезоном забоя скота. Рецепт его известен уже в памятнике русской литературы XVI века — Домострое.
У русских Мордовии праздничным новогодним кушаньем был таусень — кишки, начинённые варёной рисовой кашей, запечённые до золотистой корочки в печи и залитые взбитыми яйцами.
Русским Рязанской области это блюдо известно в том числе как авсеньки и приурочено к обходному обряду, известному у русских как овсень, авсень, таусень, баусень, усень, титусень. Исполнителей овсеневых песен этого обходного обряда в числе прочего одаривали авсеньками — печёными колбасками.

На кой свиней кармить?

Кишки чинить

Кишки начинены

В пиче сидели— Фрагмент овсеневой песни села Печины Рязанской области
В Обоянском уезде Курской губернии в Богатый вечер (канун Нового года) русские крестьяне готовили колбасы, используя в качестве одного из ингредиентов гречневую кашу.